# Philips
Филипс (хол. Koninklijke Philips Electronics N.V. или Краљевска Филипс Електроника) један је од највећих светских произвођача електронских уређаја.
Седиште фирме је у Амстердаму.